# Figuerola del Camp
Figuerola del Camp település Spanyolországban, Tarragona tartományban. Figuerola del Camp Barberà de la Conca, Cabra del Camp, El Pla de Santa Maria, Valls és Montblanc községekkel határos. Lakosainak száma 345 fő (2024).

## Népesség
A település népessége az elmúlt években az alábbi módon változott:
| Lakosok száma | 241  | 855  | 570  | 349  | 222  | 301  | 341  | 345  | 320  | 345  |
|               | 1717 | 1887 | 1936 | 1960 | 1986 | 2004 | 2009 | 2014 | 2019 | 2024 |